# William Blackstone
William Blackstone (1723-1780) fou un jurista i pensador famós per la seva anàlisi de les lleis angleses i per la seva sentència "És preferible que escapin deu culpables que no pas que pateixi un innocent", que actualitzava la tradició llatina del In dubio pro reo. La seva teoria sobre el dret va inspirar la Constitució dels Estats Units.

## Biografia
Fill d'una família rica de la classe mitjana, William Blackston rebé una cuidada educació a la Charterhouse School i posteriorment a Oxford, on acabà ensenyant. En la seva formació destaca el coneixement dels clàssics i la literatura a part del dret. Exercí com a advocat, però abandonà la seva carrera per dedicar-se a l'ensenyament i la política (exercint de diputat conservador en diverses ocasions). A la universitat tingué problemes amb altres professors que el portaren a abandonar parcialment la vida pública. Des d'aquell moment combinaria les conferències amb l'escriptura dels seus tractats més importants, entre ells Commentaries on the Laws of England fins a la seva mort.

## Pensament
Blackstone incorporà les idees de la Il·lustració a la seva anàlisi del sistema legal i polític anglès. Considerava que la sobirania raïa en el Parlament, que era qui promulgava les lleis. Aquestes havien d'estar escrites i ser accessibles a tothom, ja que fins al moment gran part dels judicis es basaven només en precedents o costums. La llei ha de ser racional i protegir els drets de les persones i el dret a la propietat, independentment del seu origen, i condemnar només aquells casos on hi hagi proves evidents. En cas contrari, proposava alliberar el pres, seguint la seva màxima que era preferible deixar de castigar deu culpables que no trair els principis de la justícia i castigar un innocent.